# Штурм форта Булл
Штурм форта Булл (англ. Battle of Fort Bull) — эпизод Франко-индейской войны. Атака союзных франко-индейских войск под командованием лейтенанта Гаспара Жозефа де Лери английского форта Булл. Состоялась 27 марта 1756 года и завершилась взятием французами форта и кровавой резнёй его защитников. 
Для нарушения снабжения форта Осуиго французское командование весной 1756 года приняло решение о проведении рейда, на волок Онейда Кариэн Плэйс где на двух концах волока находилось два форта – форт Булл и форт Уильямс. По прибытии на место лейтенант Гаспар Жозеф Шосегро де Лери увидел, что форт Уильямс хорошо укреплён и на подходе к нему местные ополченцы, поднятые по тревоге которых вёл полковник Уильям Джонсон. В связи с этим было решено атаковать малый и слабо укреплённый форт Булл.
Французы под покровом леса скрытно приблизились к форту, однако индейцы вопреки приказам издали боевой клич, и де Лери пришлось отдать приказ о наступлении на форт. Французы, приблизившись к стенам форта, открыли огонь по защитникам сквозь узкие бреши в деревянных стенах. Де Лери несколько раз безуспешно предлагал противнику капитулировать. В конце концов нападавшие взломали ворота и ворвались в форт, начав грабежи и резню его защитников. Французы, отягчённые награбленным добром, подожгли форт. Огонь вскоре перекинулся на пороховые склады, в результате чего прогремел страшный взрыв, разрушивший все строения форта. Получив известия о приближении подкрепления из британского форта Уильямс, французы покинули форт и вернулись в Канаду, приведя с собой захваченных в ходе штурма пленных. Форт был отстроен англичанами в мае-августе 1756 года и получил название «Вуд Крик» (англ. Wood Creek). Форт был повторно разрушен англичанами из-за слухов о приближении французских войск.